# Nagari Panta Pauh
Nagari Panta Pauh is een bestuurslaag in het regentschap Agam van de provincie West-Sumatra, Indonesië. Nagari Panta Pauh telt 1778 inwoners (volkstelling 2010).